# アルメニア人のディアスポラ

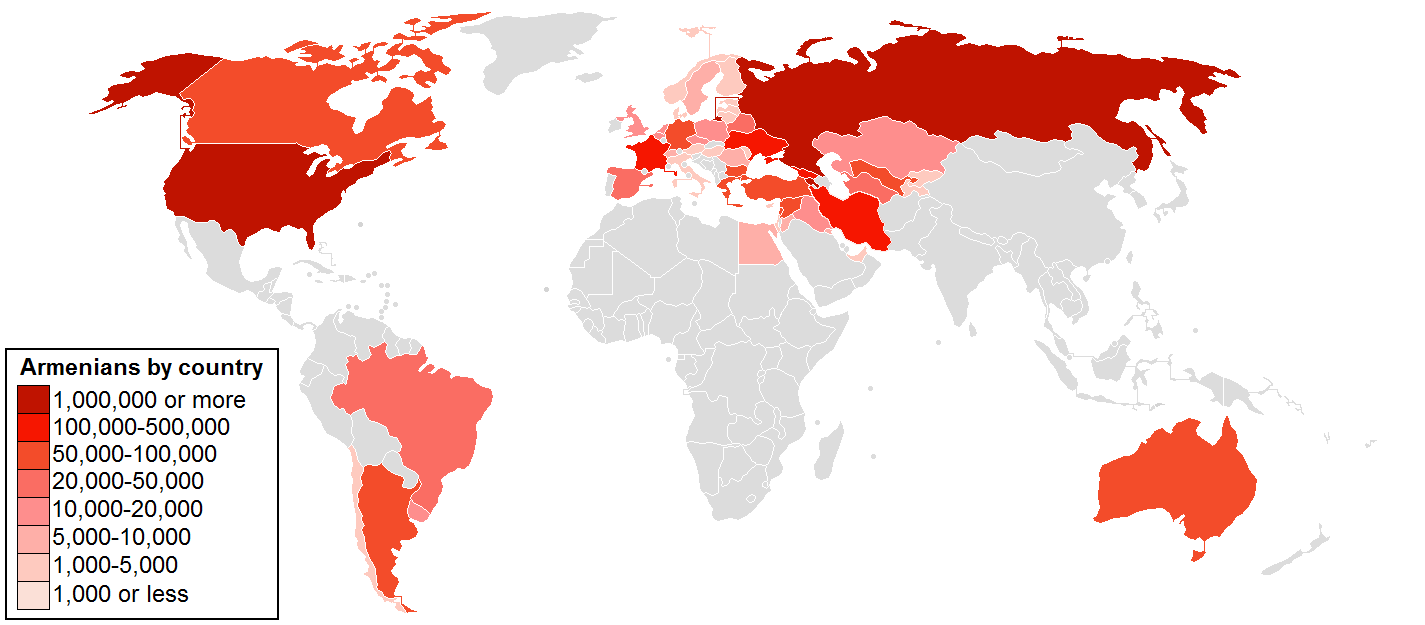
アルメニア人ディアスポラの分布図（人口順に塗り分けている）

アルメニア人のディアスポラは、欧米ではユダヤ人と並ぶディアスポラの代表格として認知されている。2007年の調べでは、全世界には758万人のアルメニア人が存在するとされるが、アルメニア本国に暮らすものは297万人と、全体の4割程度である。
アルメニア語では、こうした離散状態をスピュルク（sp'yurk' / 元来は花が散る様子を表す言葉。伝統的正書法 (en) では «սփիւռք»、改革正書法 (en) では «սփյուռք» と綴られる）と呼ぶ。また、古くにはアルメニア高原の外に形成されたアルメニア人コミュニティはガグト «գաղութ» と呼ばれたが、これはユダヤ人のディアスポラを指すヘブライ語の「ガルート」"גלות" をシリア語から借用したものである。
アルメニア人のディアスポラは、盛んな商活動や大量虐殺の歴史などで、ユダヤ人のディアスポラと共通点を持っている。しかし、アルメニア人のヨーロッパへの進出が近代まで盛んでなく、またその信仰もキリスト教であることから、アルメニア人はユダヤ人よりも好意的に欧米社会へ受け入れられている。

## 歴史

### 中近世
アルメニア人が故地の外部に共同体を形成するようになったのは、1045年にバグラトゥニ朝アルメニア王国が東ローマ帝国によって滅ぼされたことがその端緒である。この頃に始まった、旧アルメニア王国領域からのバルカン半島と地中海沿岸への移住は、数世紀をかけて西ウクライナ、イタリアそしてオランダにアルメニア人のコミュニティを形成していった。続く1375年のキリキア・アルメニア王国滅亡や地中海貿易の拡大により、地中海沿岸のヴェネツィア、イスタンブール、カイロなどがアルメニア人の商業コミュニティとして発達した。
西方のアルメニア人たちが海上貿易で栄える一方、東方のアルメニア人たちはシルクロードを介した陸上貿易の重要な担い手となった。異教徒に寛容であったサファヴィー朝のもと、アルメニア人たちは17世紀を通じてエスファハーンを中心にインド洋へと東進していった。後にイギリスがムガル帝国へ進出するようになると、アルメニア人たちもそれに従ってムンバイ、マドラス、コルカタやマレーシアにまで商業拠点を築いた。初期に西方へ移住したアルメニア人たちは、やがて現地に同化して消滅していった。しかし東方のアルメニア人たちは、独自性を維持した商活動を、異文化の中にあって第一次世界大戦頃まで続けた。

### 近現代
| 旧ロシア帝国領 | 40万    |          | その他欧州 | 2000     |         | パレスチナ | 1万 |
| ギリシャ       | 4万5000 | 北米     | 3万5380    | エジプト | 4万     |            |     |
| フランス       | 3万     | シリア   | 10万       | イラン   | 5万     |            |     |
| ブルガリア     | 2万     | レバノン | 5万        | その他   | 1000    |            |     |
| キプロス       | 2500    | イラク   | 2万5000    | 合計     | 81万880 |            |     |

このように、初期のアルメニア人ディアスポラは商活動の拡大に伴った移民を行っており、彼らの拡散は従来のコミュニティの崩壊に基づくものではなかった。しかし、1915年にオスマン帝国で発生したアルメニア人虐殺は、新たな移民の波を強制的に作り出すこととなった。そして、この際にオスマン帝国から世界各地へ逃れたアルメニア人ディアスポラの間では、宗教や言語に代わり「虐殺の記憶」が、現在に至るまでナショナル・アイデンティティの役割を果たしている。
虐殺からほどなくすると、ロシア帝国崩壊によってアルメニア人たちは自らの独立国家「アルメニア共和国」を手にしたが、それは間もなくボリシェヴィキに支配権を奪われた。新たに成立したソビエト・アルメニアをめぐっては、在外アルメニア人たちの間でも反共派（主にダシュナク党）と容共派（アルメニア民主自由党など）に分かれた対立が発生し、この対立は要人の暗殺や教会組織の分裂にまで発展した。
ソビエト・アルメニアには1921年から1925年までの間に、ギリシャ、トルコ、イランなどから約1万9000人の在外アルメニア人が帰国した。第二次世界大戦後にも、イラン、レバノン、ギリシャ、シリアなどから数万人の在外同胞がソビエト・アルメニアへ帰国した。しかし、彼らは差別や迫害の対象とされ、スパイ容疑でシベリアへ流刑されることもしばしばであった。

### 近年
ソビエト連邦の崩壊によりアルメニア共和国が独立すると、大統領となったレヴォン・テル＝ペトロシャン（シリア出身）は、セボウフ・タシジアン（ru, エルサレム出身）やジェラルド・リバディアン（en, レバノン出身）など、自身と同じ在外同胞の専門家たちを積極的に閣僚や顧問として登用した。しかし、次代大統領となったロベルト・コチャリャン（ナゴルノ・カラバフ出身）が容易にアルメニア国籍を取得した一方、アメリカ出身のラッフィ・ホヴァニスィアンは、帰化申請を再三拒否されて大統領選挙への出馬を阻まれるなど、元在外同胞の間でも旧ソ連出身者か否かという壁は未だ残されている。
また、独立後のアルメニアはナゴルノ・カラバフ戦争によってアゼルバイジャンとトルコから経済制裁を受けており、中東から帰国した在外同胞の中には、先行きの見えない経済状況を見限って欧米へ再移住する者も現れている。独立後6年間だけでも、58万人が空路でアルメニアを出国したまま戻らなくなっており、アルメニア人は再びディアスポラとして世界へ拡散する動きを見せている。

## 一覧
| 順位 | 国・地域                                              | 公式統計                                                           | 各種推計                                                        |
| ---- | ----------------------------------------------------- | ------------------------------------------------------------------ | --------------------------------------------------------------- |
| 1    | ロシア · （ロシアのアルメニア人）                     | 1,182,388（2010年）                                                | 1,109,000,1,161,000,1,500,000,2,000,000,2,500,000,2,900,000     |
| 2    | アメリカ · （アルメニア系アメリカ人）                 | 483,366（2011年）                                                  | 800,000,1,000,000,1,200,000,1,400,000,1,500,000,217,000         |
| 3    | フランス · （フランスのアルメニア人）                 | 12,355（2005年 / アルメニア出身者数）                              | 273,000,300,000,400,000,468,000,500,000,750,000                 |
| 4    | ジョージア · （ジョージアのアルメニア人）             | 248,929（2002年）                                                  | 239,000,264,822                                                 |
| 5    | イラン · （イランのアルメニア人）                     | N/A                                                                | 103,000,120,000,150,000,200,000,202,000,250,000,300,000,500,000 |
| 6    | ウクライナ · （ウクライナのアルメニア人）             | 99,894（2001年）                                                   | 92,000,100,000,250,000                                          |
| 7    | レバノン · （レバノンのアルメニア人）                 | N/A                                                                | 70,000–80,000,83,000,100,000,260,000                            |
| 8    | アルゼンチン · （アルゼンチンのアルメニア人）         | 1,227（2001年 / アルメニア国籍者数）                               | 70,000,132,000,141,000                                          |
| 9    | シリア · （シリアのアルメニア人）                     | N/A                                                                | 35,000–40,000,60,000,85,000,200,000                             |
| 10   | トルコ · （トルコのアルメニア人）                     | N/A                                                                | 50,000,50,000–70,000,60,000,61,000,115,000                      |
| 11   | ギリシャ · （ギリシャのアルメニア人）                 | 7,742（2001年 / アルメニア国籍者数）                               | 34,000,70,000-80,000                                            |
| 12   | アブハジア · （アブハジアのアルメニア人）             | 41,864（2011年）                                                   | 50,000,70,000                                                   |
| 13   | カナダ · （アルメニア系カナダ人）                     | 50,500（2006年）                                                   | 32,000,50,000,60,000–65,000                                     |
| 14   | オーストラリア · （アルメニア系オーストラリア人）     | 15,791（2006年）                                                   | 41,000,50,000                                                   |
| 15   | ドイツ · （ドイツのアルメニア人）                     | 11,205（2011年 / アルメニア国籍者数）                              | 30,000,41,000,50,000-60,000                                     |
| 16   | スペイン (en)                                         | 11,706（2011年 / アルメニア国籍者数）                              | 3,600,45,000,80,000                                             |
| 17   | ウズベキスタン (ru)                                   | 50,537（1989年）                                                   | 36,000,42,359,50,000                                            |
| 18   | ブラジル · （アルメニア系ブラジル人）                 | N/A                                                                | 30,000,35,000-40,000,45,000                                     |
| 19   | イラク · （イラクのアルメニア人）                     | N/A                                                                | 10,000,62,000                                                   |
| 20   | トルクメニスタン (hy)                                 | 31,829（1989年）                                                   | 20,000-22,000,30,000,44,000                                     |
| 21   | ブルガリア · （ブルガリアのアルメニア人）             | 10,832（2001年）                                                   | 6,300,50,000                                                    |
| 22   | ポーランド · （ポーランドのアルメニア人）             | 3,000（2011年）                                                    | 2,900,15,000–30,000,40,000,50,000                               |
| 23   | カザフスタン (hy)                                     | 11,031（2010年）                                                   | 15,000,20,000-25,000,25,000                                     |
| 24   | ベラルーシ · （ベラルーシのアルメニア人）             | 8,512（2009年）                                                    | 8,100,25,000,30,000                                             |
| 25   | イギリス · （イギリスのアルメニア人）                 | 1,720（2011年 / アルメニア国籍者数）                               | 18,000,19,000                                                   |
| 26   | ウルグアイ · （ウルグアイのアルメニア人）             | N/A                                                                | 15,000,19,000                                                   |
| 27   | ハンガリー · （ハンガリーのアルメニア人）             | 161（2011年 / アルメニア国籍者数）                                 | 3,400,6,000,30,000                                              |
| 28   | エジプト · （エジプトのアルメニア人）                 | N/A                                                                | 6,000,11,000                                                    |
| 29   | ベルギー (en)                                         | 9,633（2011年 / アルメニア国籍者数）                               | 7,000                                                           |
| 30   | オランダ (en)                                         | 705（2011年 / アルメニア国籍者数）                                 | 1,100,12,000                                                    |
| 31   | クウェート · （クウェートのアルメニア人）             | N/A                                                                | 6,000,6,200                                                     |
| 32   | ルーマニア · （ルーマニアのアルメニア人）             | 1,780（2002年）                                                    | 1,800,5,000,7,500-10,000                                        |
| 33   | アラブ首長国連邦 (en)                                 | N/A                                                                | 3,000,9,100                                                     |
| 34   | チェコ · （チェコのアルメニア人）                     | 2,100（2011年 / アルメニア出身者数）                               | 1,300, -10,000                                                  |
| 35   | カタール                                              | N/A                                                                | 5,500                                                           |
| 36   | スウェーデン (sv)                                     | 1,672（2011年 / アルメニア出身者数）                               | 5,000                                                           |
| 37   | ベネズエラ (hy)                                       | N/A                                                                | 3,500,6,900                                                     |
| 38   | オーストリア · （オーストリアのアルメニア人）         | 2,667（2009年 / アルメニア国籍者数）                               | 4,000                                                           |
| 39   | ヨルダン · （ヨルダンのアルメニア人）                 | N/A                                                                | 3,000,4.900                                                     |
| 40   | タジキスタン (hy)                                     | 5,651（1989年）                                                    | 3,000,4,300                                                     |
| 41   | イスラエル · （イスラエルのアルメニア人）             | N/A                                                                | 3,000,4,000                                                     |
| 42   | アゼルバイジャン · （アゼルバイジャンのアルメニア人） | 183（2009年 / 「ナゴルノ・カラバフ共和国」のアルメニア人は含まず） | 2,000–3,000,5,000                                               |
| 43   | モルドバ · （モルドバのアルメニア人）                 | 2,873（1989年）                                                    | 2,400,2,000-4,000                                               |
| 44   | イタリア · （イタリアのアルメニア人）                 | 666（2011年 / アルメニア国籍者数）                                 | 2,600,3,000                                                     |
| 45   | パレスチナ国                                          | N/A                                                                | 2,800                                                           |
| 46   | ラトビア (ru)                                         | 316（2015年）                                                      | 2,300,3,000                                                     |
| 47   | キプロス · （キプロスのアルメニア人）                 | 1,341（2001年）                                                    | 1,100,3,500                                                     |
| 48   | エストニア (hy)                                       | 1,402（2011年）                                                    | 1,300,3,000                                                     |
| 49   | キルギス (hy)                                         | 1,364（1999年）                                                    | 900-1,000,3,500                                                 |
| 50   | デンマーク (en)                                       | 605（2011年 / アルメニア出身者数）                                 | 600,3,000                                                       |
| 51   | ホンジュラス                                          | N/A                                                                | 1,600                                                           |
| 52   | サウジアラビア                                        | N/A                                                                | 1,500                                                           |
| 53   | スーダン (en)                                         | N/A                                                                | 1,500                                                           |
| 54   | リトアニア · （リトアニアのアルメニア人）             | 1,233（2011年 / アルメニア国籍者数）                               | 1,400,2,500                                                     |
| 54   | チリ (hy)                                             | 11（2001年 / アルメニア出身者数）                                  | 1,100,1,500                                                     |
| 55   | ノルウェー                                            | 275（2012年 / 移民とその子供に限る）                               | 1,000                                                           |
| 56   | フィンランド (hy)                                     | 93（2011年 / アルメニア国籍者数）                                  | 200,1,000                                                       |
| 57   | スイス · （スイスのアルメニア人）                     | 612（2010年 / アルメニア国籍者数）                                 | 7002612000000000000♠                                            |
| 58   | スロバキア (hy)                                       | 261（2005年 / アルメニア出身者数）                                 | 500                                                             |
| 59   | マルタ · （マルタのアルメニア人）                     | 10（2008年 / アルメニア国籍者数）                                  | 500                                                             |
| 60   | スロベニア                                            | 7（2005年 / アルメニア出身者数）                                   | 500                                                             |
| 61   | アルバニア (hy)                                       | N/A                                                                | 400                                                             |
| 62   | メキシコ · （メキシコのアルメニア人）                 | N/A                                                                | 400                                                             |
| 63   | インド · （インドのアルメニア人）                     | N/A                                                                | 200,600                                                         |
| 64   | セルビア · （セルビアのアルメニア人）                 | 222（2011年）                                                      | 300–350                                                         |
| 65   | マケドニア · （マケドニア共和国のアルメニア人）       | N/A                                                                | 300                                                             |
| 66   | 南アフリカ (hy)                                       | N/A                                                                | 300                                                             |
| 67   | エチオピア · （エチオピアのアルメニア人）             | N/A                                                                | 80-90,500                                                       |
| 68   | シンガポール · （シンガポールのアルメニア人）         | N/A                                                                | 80,500                                                          |
| 69   | ペルー                                                | N/A                                                                | 250                                                             |
| 70   | ニュージーランド (hy)                                 | N/A                                                                | 200                                                             |
| 71   | アイルランド                                          | 70（2011年 / アルメニア出身者数）                                  | 150                                                             |
| 72   | ポルトガル                                            | 105（2009年 / アルメニア出身者数）                                 | 7002105000000000000♠                                            |
| 73   | バーレーン (en)                                       | N/A                                                                | 100                                                             |
| 74   | キューバ (hy)                                         | N/A                                                                | 80                                                              |
| 75   | 日本                                                  | 46（2014年 / アルメニア国籍者数）                                  | 50-60                                                           |
| 76   | 中国 · （中国のアルメニア人）                         | N/A                                                                | 50-60                                                           |
| 77   | タイ (hy)                                             | N/A                                                                | 40-50                                                           |
| 78   | モロッコ                                              | N/A                                                                | 25-30                                                           |
| 79   | コロンビア                                            | 13（2001年 / アルメニア出身者数）                                  | 7001130000000000000♠                                            |
| 80   | ルクセンブルク                                        | 7（2001年 / アルメニア国籍者数）                                   | 7000700000000000000♠                                            |
| 81   | コスタリカ                                            | 5（2001年 / アルメニア出身者数）                                   | 7000500000000000000♠                                            |
| 82   | ボリビア                                              | 1（2001年 / アルメニア出身者数）                                   | 7000100000000000000♠                                            |
| 83   | バングラデシュ · （バングラデシュのアルメニア人）     | N/A                                                                | 1                                                               |
| 84   | ミャンマー (en)                                       | N/A                                                                | 1                                                               |

### 書籍
- 吉村貴之「古い移民、新しい移民 - アルメニアからの移民」『中東・北アフリカのディアスポラ』宮治美江子編著、駒井洋監修、明石書店〈叢書グローバル・ディアスポラ 3〉、2010年、75-100頁。ISBN 978-4750331867。
- խմբագիրները: Այվազյան Հ. Մ., Սարգսյան Ա. (2003). Հայ Սփյուռք հանրագիտարան. Vol. 1. Երևան: Հայկական հանրագիտարան. ISBN 978-5897000203.
- Արեվելյան Եվրոպայի հայ համայնքների խնդիրները (PDF). Երևան: «Նորավանք» գիտակրթական հիմնադրամ. 2011. ISBN 978-9939-825-08-3.

### 論文
- 浅田實「一七世紀アルメニア商人の活躍 : 貿易ディアスポラとしての」『創価大学人文論集』第2号、創価大学人文学会、1990年3月、175-196頁、ISSN 09153365、NAID 110006608160。